# 丈山雄為
丈山 雄為（じょうやま ゆい）は、日本の漫画家。

## 略歴
- 2010年、『フラグマン!』（原作：maa坊）で第80回手塚賞佳作を受賞。
- 2012年、『解体ザナフ』でアフタヌーン四季賞秋のコンクールで四季賞を受賞[1]。
- 『ジャンプSQ.19』（集英社）Vol.4（2012年10月19日号）より、『リビドーハンタータケル』を連載[1][2][3]。
- 2015年、『ジャンプSQ.』（同）11月号より、『ヤミアバキクラウミコ』を連載[4][5]。

## 作品リスト

### 漫画作品
- 『リビドーハンタータケル』集英社〈ジャンプ コミックス〉全4巻（『ジャンプSQ.19』Vol.4〈2012年〉[2] - Vol.18〈2015年〉[6]）
- 『ヤミアバキクラウミコ』集英社〈ジャンプ コミックス〉全2巻（『ジャンプSQ.』2015年11月号[5] - 2016年8月号）
- もふられし者たち（原作：つくしあきひと、『メイドインアビス公式アンソロジー 度し難き探窟家たち』2017年[7]） - 『メイドインアビス』のアンソロジー寄稿作品。
- 『淫獄団地』KADOKAWA〈ドラゴンコミックスエイジ〉既刊8巻（原作：搾精研究所、『ドラドラしゃーぷ#』・ニコニコ静画 2021年1月8日 - 連載中）
- 翔太と大人の階段（原作：クール教信者、『小林さんちのメイドラゴン 公式アンソロジー All Stars!』2021年[8]） - 『小林さんちのメイドラゴン』のアンソロジー寄稿作品。

### その他
- ナナとカオル Black Label第5巻限定版「ファイナル同人誌」（2014年7月29日発売[9]）
- 青の祓魔師10周年記念本『AOEX10』（2020年6月4日発売[10]）

## 師匠
- 中山敦支[11]